# ヴォルフガング・パウル
ヴォルフガング・パウル（Wolfgang Paul, 1913年8月10日 – 1993年12月7日）はドイツ人物理学者。イオントラップ法の開発者の一人で、四重極イオントラップを開発した。1989年にノーベル物理学賞を受賞した。

## 生涯
ドイツのローレンツキルヒに生まれ、父が薬学部の教授を務めていたミュンヘンで育った。ミュンヘン工科大学に数年通った後、1934年にベルリン工科大学に転校し、1937年にハンス・ガイガーの下で卒業している。博士課程時代はキール大学のハンス・コッファーマンの下で研究を行い、空軍に徴兵された後の1940年にベルリン工科大学で博士号を取得している。その後数年間は、ゲッティンゲン大学でハンス・コッファーマンとともに講義を担当した。彼はボン大学で実験物理学の教授に任命され、1952年から1993年までそこで勤めた。1965年から1967年にかけての2年間は欧州原子核研究機構（CERN）に、責任者として赴任した。
第二次世界大戦中は、核兵器に使う核分裂性物質の生産に必要な、同位体分割の研究を行った。息子のシュテファン・パウルも、ミュンヘン工科大学の実験物理学の教授を務めている。1992年ディラック・メダル受賞。1993年ボンで没した。